# Plan-d'Aups-Sainte-Baume
Plan-d'Aups-Sainte-Baume är en kommun i departementet Var i regionen Provence-Alpes-Côte d'Azur i sydöstra Frankrike. Kommunen ligger i kantonen Saint-Maximin-la-Sainte-Baume som tillhör arrondissementet Brignoles. År 2022 hade Plan-d'Aups-Sainte-Baume 2 430 invånare.

## Befolkningsutveckling
Antalet invånare i kommunen Plan-d'Aups-Sainte-Baume
| Referens: INSEE |